# Tour du Limousin 1996
Il Tour du Limousin 1996, ventinovesima edizione della corsa, si svolse dal 20 al 23 agosto 1996 su un percorso di 696 km ripartiti in 4 tappe, con partenza e arrivo a Limoges. Fu vinto dal francese Laurent Brochard della Festina-Lotus davanti al danese Michael Blaudzun e al francese Pascal Chanteur.

## Tappe
| Tappa  | Data      | Percorso                                    | km    | Vincitore di tappa | Leader cl. generale |
| ------ | --------- | ------------------------------------------- | ----- | ------------------ | ------------------- |
| 1ª     | 20 agosto | Limoges > Abusson                           | 162   | Laurent Brochard   | Laurent Brochard    |
| 2ª     | 21 agosto | Abusson > Lissac Lac du Causse              | 172,5 | Laurent Brochard   | Laurent Brochard    |
| 3ª     | 22 agosto | Brive-la-Gaillarde > Saint-Yrieix-la-Perche | 196,5 | Rolf Aldag         | Laurent Brochard    |
| 4ª     | 23 agosto | Saint-Yrieix-la-Perche > Limoges            | 165   | Arvis Piziks       | Laurent Brochard    |
| Totale | Totale    | Totale                                      | 696   |                    |                     |

## Dettagli delle tappe

### 1ª tappa
- 20 agosto: Limoges > Abusson – 162 km

| Pos. | Corridore        | Squadra       | Tempo    |
| ---- | ---------------- | ------------- | -------- |
| 1    | Laurent Brochard | Festina-Lotus | 3h56'14" |
| 2    | Michael Blaudzun | Rabobank      | s.t.     |
| 3    | Gerd Audehm      | Telekom       | s.t.     |

| Pos. | Corridore        | Squadra       | Tempo    |
| ---- | ---------------- | ------------- | -------- |
| 1    | Laurent Brochard | Festina-Lotus | 3h56'14" |

### 2ª tappa
- 21 agosto: Abusson > Lissac Lac du Causse – 172,5 km

| Pos. | Corridore        | Squadra       | Tempo    |
| ---- | ---------------- | ------------- | -------- |
| 1    | Laurent Brochard | Festina-Lotus | 4h18'54" |
| 2    | Arvis Piziks     | Rabobank      | a 1"     |
| 3    | Michel Lafis     | Telekom       | a 0"     |

| Pos. | Corridore        | Squadra       | Tempo    |
| ---- | ---------------- | ------------- | -------- |
| 1    | Laurent Brochard | Festina-Lotus | 8h15'08" |

### 3ª tappa
- 22 agosto: Brive-la-Gaillarde > Saint-Yrieix-la-Perche – 196,5 km

| Pos. | Corridore      | Squadra  | Tempo    |
| ---- | -------------- | -------- | -------- |
| 1    | Rolf Aldag     | Telekom  | 5h03'51" |
| 2    | Arvis Piziks   | Rabobank | s.t.     |
| 3    | Peter Verbeken | Lotto    | s.t.     |

| Pos. | Corridore        | Squadra       | Tempo     |
| ---- | ---------------- | ------------- | --------- |
| 1    | Laurent Brochard | Festina-Lotus | 13h18'59" |

### 4ª tappa
- 23 agosto: Saint-Yrieix-la-Perche > Limoges – 165 km

| Pos. | Corridore       | Squadra      | Tempo    |
| ---- | --------------- | ------------ | -------- |
| 1    | Arvis Piziks    | Rabobank     | 3h55'10" |
| 2    | Michel Lafis    | Telekom      | s.t.     |
| 3    | Pascal Chanteur | Petit Casino | s.t.     |

| Pos. | Corridore        | Squadra       | Tempo     |
| ---- | ---------------- | ------------- | --------- |
| 1    | Laurent Brochard | Festina-Lotus | 17h14'09" |
| 2    | Michael Blaudzun | Rabobank      | a 4"      |
| 3    | Pascal Chanteur  | Petit Casino  | a 6"      |

## Classifiche finali

### Classifica generale
| Pos. | Corridore                   | Squadra                   | Tempo     |
| ---- | --------------------------- | ------------------------- | --------- |
| 1    | Laurent Brochard            | Festina-Lotus             | 17h14'09" |
| 2    | Michael Blaudzun            | Rabobank                  | a 4"      |
| 3    | Pascal Chanteur             | Petit Casino              | a 6"      |
| 4    | Jose-Roberto Sierra Aguerro | ONCE                      | s.t.      |
| 5    | Jean-Luc Masdupuy           | Agrigel-La Creuse-Fenioux | a 9"      |
| 6    | Gerd Audehm                 | Team Deutsche Telekom     | a 16"     |
| 7    | Gérard Rué                  | Gan                       | s.t.      |
| 8    | Michel Lafis                | Team Deutsche Telekom     | a 20"     |
| 9    | Arvis Piziks                | Rabobank                  | s.t.      |
| 10   | Oleg Kozlitine              | Lotto-Isoglass            | a 24"     |